# UTAU
UTAU (歌声合成ツール) é um software de síntese de voz japonês criado por Ameya/Ayame. Ele tem uma funcionalidade semelhante a Vocaloid, mas é um shareware e permite que o usuário crie e edite o seu próprio banco de voz, ou voicebank para ser usado na síntese de voz.
UTAU não está relacionado com a Yamaha, empresa que desenvolveu o Vocaloid, ou com qualquer empresa responsável pela criação de bancos de voz para o mesmo.
Embora não seja um software livre, os bancos de voz para o software podem ser comercializados sem custos adicionais como royalties e copyright. Entretanto devem respeitar os termos de uso do software, sendo proibido o uso de vozes provenientes de pessoas ou softwares que não permitem a distribuição/uso de sua voz.

## História
O software foi desenvolvido por alguém que se identificou como Ameya/Ayame no ano de 2008.
Junto com esse primeiro pacote de desenvolvimento veio junto o primeiro voicebank de UTAU: Uta Utane, ou Defoko.
Kasane Teto é um dos primeiros personagens do sintetizador UTAU a serem lançados, mas o conceito dela existiu um pouco antes de ter uma voz para UTAU, ela foi supostamente anunciada como uma nova VOCALOID em 1 de abril como uma brincadeira do VIP@2ch.
Outra voz que saiu logo nos primeiros meses de lançamento do programa fora Momone Momo, mas ambos voicebanks não chamaram muita atenção por se tratar de uma tecnologia beta.
UTAU sintetiza vozes a partir de um resampler. Resamplers são ferramentas para ressintetização dos sons de um banco de voz. É através dos resamplers que outros recursos podem ser aplicados para a edição dos vocais.

## Utilização
Ele utiliza arquivos .UST e é capaz de importar arquivos de VOCALOID1(.mid) e VOCALOID2(.VSQ). Fontes não-oficiais distribuem plugins que importam arquivos do VOCALOID3 e VOCALOID4 (.VSQx).
Seus voicebanks podem ser importados em um programa chamado Cadencii que também tem a capacidade de importar voicebanks do VOCALOID1 e VOCALOID2, porém apenas com permissão prévia do autor do banco de voz UTAU. Outro programa que pode "importar" bancos de UTAU é o software chinês NIAONiao com ajuda do seu programa NIAONiao Audio Production Tools.
Os voicebanks geralmente, utilizam a língua japonesa, mas existem vozes que cantam em línguas como o inglês, espanhol, coreano, chinês entre outras.

### Resampler
Para a voz sair como desejada é preciso de um resampler no UTAU, ferramenta que define configurações para a voz usada. Os resamplers atuais permitem o uso de flags ou modulações na voz.
Como seu uso, a voz soa muda de resampler para resampler e a maneira como cada um interpreta a voz e as flags. Resampler mais recentes suportam a flag F que os outros não suportam, ela por um exemplo que regula o filtro de formante.